# Turgutluspor Kulübü
Il Turgutluspor Kulübü è una società calcistica con sede ad Turgutlu, in Turchia che nel 2013-2014 milita nella TFF 3. Lig, la quarta serie del campionato turco.
Fondato nel 1984, il club gioca le partite in casa allo Stadio 7 settembre.
I colori sociali sono il rosso e il nero.

## Storia
Ha giocato nella seconda serie turca dal 1965 al 1972 con il nome di Toprakspor.
Nel 1984 dopo essersi fuso con il Tukasspor ha cambiato denominazione diventando l'odierno Turgutluspor.
Nel 2013-2014, per l'ottava stagione consecutiva, ha militato nella terza serie turca.

## Statistiche
- TFF 1. Lig: 1965-1972
- TFF 2. Lig: 2006-oggi

## Palmarès

### Competizioni nazionali
- TFF 3. Lig: 3

1992-1993, 1999-2000, 2004-2005

### Competizioni regionali
- Bölgesel Amatör Lig: 1

2016-2017

## Rosa
| N. |                    | Ruolo | Calciatore        |
| -- | ------------------ | ----- | ----------------- |
| 1  | Turchia (bandiera) | C     | Erhan Namlı       |
| 5  | Turchia (bandiera) | D     | Ahmet Çağıran     |
| 7  | Turchia (bandiera) | A     | Engin Memişler    |
| 8  | Turchia (bandiera) | C     | Caner Celep       |
| 11 | Turchia (bandiera) | C     | Youssef Yeşilmen  |
| 15 | Turchia (bandiera) | D     | Özkan Serbest     |
| 16 | Turchia (bandiera) | P     | Süleyman Küçük    |
| 17 | Turchia (bandiera) | C     | İzzet Polatlar    |
| 19 | Turchia (bandiera) | C     | Murat Karakoç     |
| 20 | Turchia (bandiera) | C     | Çağdaş Topal      |
| 21 | Turchia (bandiera) | C     | Barış Kol         |
| 22 | Turchia (bandiera) | P     | Nuri İlker Kıldır |
| 23 | Turchia (bandiera) | A     | Ömer Kaplan       |

| N. |                    | Ruolo | Calciatore         |
| -- | ------------------ | ----- | ------------------ |
| 26 | Turchia (bandiera) | C     | Ogün Özcan         |
| 28 | Turchia (bandiera) | A     | Hüseyin Kuday      |
| 32 | Turchia (bandiera) | P     | Özcan Çatalçam     |
| 39 | Turchia (bandiera) | D     | Emre Yıldırım      |
| 42 | Turchia (bandiera) | A     | Halil Zeybek       |
| 45 | Turchia (bandiera) | C     | Eray Açıkgöz       |
| 77 | Turchia (bandiera) | C     | Bülent Gündüz      |
| 82 | Turchia (bandiera) | C     | Halil Karataş      |
| 87 | Turchia (bandiera) | D     | Ahmet Sağlam       |
| 90 | Turchia (bandiera) | C     | Nuh Aşkın          |
|    | Turchia (bandiera) | A     | Ziya İnday         |
|    | Turchia (bandiera) | A     | Ömer Şengöz        |
|    | Turchia (bandiera) | A     | Ümit Yasin Arslan  |
|    | Turchia (bandiera) | D     | Mustafa Yalçınkaya |
|    | Turchia (bandiera) | D     | Ünal Alper Talay   |